# Episode 2: Medecine Cake
Episode 2: Medecine Cake es el segundo álbum de la banda francesa de nu metal Pleymo. Lanzado el 5 de junio de 2002 por Epic Records,  fue grabado con pistas vocales alternativas en idiomas francés e inglés. La versión en inglés del álbum fue lanzada bajo el título Doctor Tank's Medicine Cake.   El álbum vendió más de 50.000 copias. 

## Concepto de música y álbum
El estilo musical del Episodio 2: Medecine Cake se inclina fuertemente hacia el hip hop.  Se lanzó una versión alternativa del álbum en inglés,  aunque la versión en francés del álbum contiene algunas letras cantadas en inglés. La versión en inglés del álbum también es una mezcla diferente, eliminando los scratching de la canción "New Wave", el interludio de "World" y la voz invitada del líder de la banda francesa Wünjo de "Compact". La versión francesa también incluye una canción que no se encuentra en la versión inglesa, "Casino". Se desconoce si esta canción fue grabada con voces en inglés pero nunca fue lanzada. El concepto del álbum está vinculado a las ilustraciones de cómics dibujadas por el vocalista Mark. 
Cuando el álbum se lanzó en Japón, la edición importada incluía la canción "K-Ra", tomada directamente de su álbum anterior Keçkispasse, sin ningún cambio.

## Lanzamiento
En 2001 se lanzó un maxi single para promocionar el álbum, que contiene los temas "New Wave", "Tout Le Monde Se Lève", "World", "Ce Soir C'Est Le Grand Soir" y "Kubrick". Ese mismo año, la banda lanzó un vídeo musical de la canción "New Wave". El álbum fue lanzado en 2002 en CD y vinilo en idioma francés  y en CD en idioma inglés bajo el título Doctor Tank's Medicine Cake .   En Japón, la versión en francés del álbum incluyó una canción adicional, "K-Ra".  Keckispasse no se lanzó formalmente en Alemania, por lo que este álbum fue el primer lanzamiento allí. 
En 2008, la canción "New Wave" fue lanzada como pista descargable para el juego Rock Band . 

## Recepción
El crítico australiano Dead Phoenix Underground le dio al álbum una calificación de 9 sobre 10 y escribió: "este álbum debería estar en tu lista de imprescindibles". 
Episode 2: Medecine Cake vendió más de 50.000 copias, con un mejor desempeño que Keçkispasse .  La versión en inglés del álbum, Doctor Tank's Medicine Cake, aumentó la popularidad de la banda en Japón. 

## Listado de canciones
| N.º | Título                                      | Duración |
| --- | ------------------------------------------- | -------- |
| 1.  | "Intro : Dr Volodim Tank Feature Animation" | 1:06     |
| 2.  | "Tank Club"                                 | 3:25     |
| 3.  | "New Wave"                                  | 3:31     |
| 4.  | "Kubrick"                                   | 3:31     |
| 5.  | "Tout Le Monde Se Lève"                     | 3:35     |
| 6.  | "United Nowhere"                            | 3:45     |
| 7.  | "World"                                     | 3:53     |
| 8.  | "Compact"                                   | 3:45     |
| 9.  | "Ce Soir C'est Grand Soir"                  | 4:00     |
| 10. | "Shugga"                                    | 3:38     |
| 11. | "Star FM-R"                                 | 3:42     |
| 12. | "Casino"                                    | 3:55     |
| 13. | "Muck"                                      | 3:32     |

| N.º | Título | Duración |
| --- | ------ | -------- |
| 14. | "K-Ra" |          |

| N.º | Título                                      | Duración |
| --- | ------------------------------------------- | -------- |
| 1.  | "Intro : Dr Volodim Tank Feature Animation" |          |
| 2.  | "Tank Club"                                 |          |
| 3.  | "New Wave"                                  |          |
| 4.  | "Kubrick"                                   |          |
| 5.  | "We All Gotta Get Up"                       |          |
| 6.  | "United Nowhere"                            |          |
| 7.  | "World"                                     |          |
| 8.  | "Compact"                                   |          |
| 9.  | "Tonight"                                   |          |
| 10. | "Shugga"                                    |          |
| 11. | "Casino"                                    |          |
| 12. | "Muck"                                      |          |

## Personal
- Bi - Bajo
- Fred, Alias Burns: Batería
- Mark - Voz
- Erik - Guitarra
- Davy, Alias Vost - Guitarra